# Roorback
《Roorback》은 2003년 SPV 레코드를 통해 발매된 브라질의 헤비 메탈 밴드 세풀투라의 아홉 번째 스튜디오 음반이다.

## 배경
〈Mind War〉와 〈Bullet the Blue Sky〉는 싱글과 뮤직 비디오로 발매되었다. 디지팩 버전(미국을 제외한 모든 곳에서 발매)에는 《Revolusongs》 EP와 〈Bullet the Blue Sky〉의 비디오가 포함되어 있다. 음반 제목은 "중상 위작(Roorback forgery)"을 가리킨다.

## 반응
| 전문가 평가         | 전문가 평가 |
| 평가 점수           | 평가 점수   |
| 출처                | 점수        |
| ------------------- | ----------- |
| AllMusic            | [ 2 ]       |
| Chronicles of Chaos | (8.5/10)    |
| Metal Storm         | (7/10)      |
| PopMatters          | (favorable) |

판매량은 데릭 그린이 보컬로 참여한 이전 음반보다 감소했다. 하지만, 《Roorback》은 긍정적인 평가를 받았고, 첫 주 판매량 4,000장으로 《빌보드》의 인디펜던트 뮤직 차트 17위에 올랐다. 2007년 3월 20일, 사운드스캔은 《Roorback》이 전 세계적으로 75,000장 이상을 판매했다고 보도했다.
올뮤직의 알렉스 헨더슨은 이 음반에 5점 만점에 4점을 주며 "불안과 정치적 부패는 《Roorback》에서 반복되는 주제"라며 "세풀투라가 쓴 노래들은 지속적으로 암울하고 골치 아픈 세계의 그림을 그린다"고 말했다. 팝매터스의 애드리언 베그랜드는 《Roorback》을 "몇 년 만에 가장 강력한 노력"이라며 "《Roots》 이후 가장 일관되고 활기찬 음반"이라고 평가했다.

## 곡 목록
모든 곡들은 특별한 언급이 없는 한 안드레아스 키세르, 데릭 그린 그리고 이고르 카발레라에 의해 작사/작곡하였다.
| #   | 제목                 | 재생 시간 |
| --- | -------------------- | --------- |
| 1.  | 〈Come Back Alive〉  | 3:06      |
| 2.  | 〈Godless〉          | 4:22      |
| 3.  | 〈Apes of God〉      | 3:36      |
| 4.  | 〈More of the Same〉 | 3:59      |
| 5.  | 〈Urge〉             | 3:17      |
| 6.  | 〈Corrupted〉        | 2:33      |
| 7.  | 〈As It Is〉         | 4:26      |
| 8.  | 〈Mind War〉         | 3:00      |
| 9.  | 〈Leech〉            | 2:24      |
| 10. | 〈The Rift〉         | 2:57      |
| 11. | 〈Bottomed Out〉     | 4:35      |
| 12. | 〈Activist〉         | 1:54      |
| 13. | 〈Outro〉            | 11:39     |

| #   | 제목                                | 작사·작곡                                      | 재생 시간 |
| --- | ----------------------------------- | ---------------------------------------------- | --------- |
| 14. | 〈Bullet the Blue Sky (U2의 커버)〉 | 보노, 디 에지, 애덤 클레이턴, 래리 멀런 주니어 | 4:31      |